# Jiří Brdlík (politik)
Jiří Brdlík (* 11. září 1957 Karlovy Vary) je český politik a lékař – urolog, v letech 2012 až 2024 zastupitel Karlovarského kraje, od roku 2006 zastupitel města Karlovy Vary, bývalý člen ODS, nyní nestraník za hnutí Karlovaráci.

## Život
Vystudoval karlovarské gymnázium a následně i Lékařskou fakultu Univerzity Karlovy v Plzni (získal titul MUDr.). Po absolvování vojenské služby nastoupil jako lékař na urologické oddělení nemocnice v Karlových Varech, kde po složení atestačních zkoušek pracoval jako zástupce primáře. Od roku 1995 provozuje vlastní zdravotnické pracoviště Urocentrum Karlovy Vary.
Jiří Brdlík žije ve městě Karlovy Vary, konkrétně v části Olšová Vrata. Je ženatý, s manželkou Hanou má dvě dcery. Ve volném čase se zajímá o sport. Od roku 1985 je dobrovolným členem a lékařem Horské služby Krušné hory.

## Politické působení
Do komunální politiky se pokoušel vstoupit, když ve volbách v roce 1998 kandidoval jako nestraník za Volbu pro město do Zastupitelstva města Karlovy Vary, ale neuspěl. Nepodařilo se mu to ani ve volbách v roce 2002, kdy opět kandidoval jako nestraník za Volbu pro město na kandidátce subjektu „Karlovarská koalice“ (tj. US-DEU, KDU-ČSL a VPM). Zastupitelem města se stal až po volbách v roce 2006, kdy kandidoval už jako člen ODS (do strany vstoupil v roce 2003). Mandát pak obhájil ve volbách v letech 2010 i 2014. Ve všech třech případech svého zvolení získal druhý nejvyšší počet preferenčních hlasů, což mu pomohlo zejména v roce 2014, kdy byl na kandidátní listině původně na 7. místě (strana přitom získala jen dva mandáty). V komunálních volbách v roce 2018 kandidoval do zastupitelstva Karlových Varů ze 4. místa kandidátky subjektu „Občanská demokratická strana s podporou Strany soukromníků ČR a Mladých konzervativců“ (tj. ODS a nezávislí kandidáti). Vlivem preferenčních hlasů však skončil první, a obhájil tak mandát zastupitele města. V komunálních volbách v roce 2022 kandidoval do zastupitelstva Karlových Varů z 5. místa kandidátky hnutí Karlovaráci. Vlivem preferenčních hlasů však skončil třetí, a obhájil tak mandát zastupitele.
V krajských volbách v roce 2004 kandidoval za ODS do Zastupitelstva Karlovarského kraje, ale neuspěl. Krajským zastupitelem se stal po volbách v roce 2012, kdy se díky preferenčním hlasům posunul z 15. nevolitelného místa na konečnou čtvrtou pozici. Ve volbách v roce 2016 mandát obhájil.
Ve volbách do Poslanecké sněmovny PČR v roce 2013 kandidoval za ODS v Karlovarském kraji, ale neuspěl. Ve volbách do Senátu PČR v roce 2016 kandidoval za ODS v obvodu č. 1 – Karlovy Vary. Se ziskem 13,67 % hlasů skončil na 4. místě a do druhého kola nepostoupil.
V roce 2019 z ODS vystoupil. V krajských volbách v roce 2020 obhájil jako nestraník za hnutí Karlovaráci (KVC) post zastupitele Karlovarského kraje, a to na kandidátce uskupení „VOK - Volba pro kraj s podporou hnutí Karlovaráci“. Po krajských volbách v roce 2024 již zastupitelem kraje nebyl, jelikož v nich nekandidoval.